# Walter Howell
Walter Neville Howell (17 de diciembre de 1929) es un deportista australiano que compitió en remo. Participó en dos Juegos Olímpicos de Verano en los años 1956 y 1960, obteniendo una medalla de bronce en Melbourne 1956 en la prueba de ocho con timonel.

## Palmarés internacional
| Juegos Olímpicos | Juegos Olímpicos      | Juegos Olímpicos  | Juegos Olímpicos |
| Año              | Lugar                 | Medalla           | Prueba           |
| ---------------- | --------------------- | ----------------- | ---------------- |
| 1956             | Melbourne (Australia) | Medalla de bronce | Ocho con timonel |